# Episodi di Guardia costiera (settima stagione)
La settima stagione della serie televisiva Guardia costiera è stata trasmessa in anteprima in Germania dalla ZDF tra il 7 gennaio 2004 e il 24 marzo 2004.
| nº | Titolo originale             | Titolo italiano | Prima TV Germania | Prima TV Italia |
| -- | ---------------------------- | --------------- | ----------------- | --------------- |
| 1  | Schiffbruch                  |                 | 7 gennaio 2004    |                 |
| 2  | Unter Verdacht               |                 | 14 gennaio 2004   |                 |
| 3  | Späte Rache                  |                 | 21 gennaio 2004   |                 |
| 4  | Hoher Einsatz                |                 | 28 gennaio 2004   |                 |
| 5  | Auf der Flucht               |                 | 4 febbraio 2004   |                 |
| 6  | Verhängnisvolle Freundschaft |                 | 11 febbraio 2004  |                 |
| 7  | Erster Einsatz               |                 | 18 febbraio 2004  |                 |
| 8  | Der Anschlag                 |                 | 25 febbraio 2004  |                 |
| 9  | Tod im Steert                |                 | 3 marzo 2004      |                 |
| 10 | Gegen die Zeit               |                 | 10 marzo 2004     |                 |
| 11 | In der Höhle des Löwen       |                 | 10 marzo 2004     |                 |
| 12 | Das große Geld               |                 | 17 marzo 2004     |                 |
| 13 | Wer den Wind sät             |                 | 24 marzo 2004     |                 |